# بیضی‌ماهی
بیضی‌ماهی (نام علمی: Luvarus imperialis) نام یک گونه از زیرراسته جراح‌ماهی‌واران است.